# Ceratina rasmonti
Ceratina rasmonti är en biart som beskrevs av Terzo 1998. Ceratina rasmonti ingår i släktet märgbin, och familjen långtungebin. Inga underarter finns listade i Catalogue of Life.